# 国立病院機構天竜病院

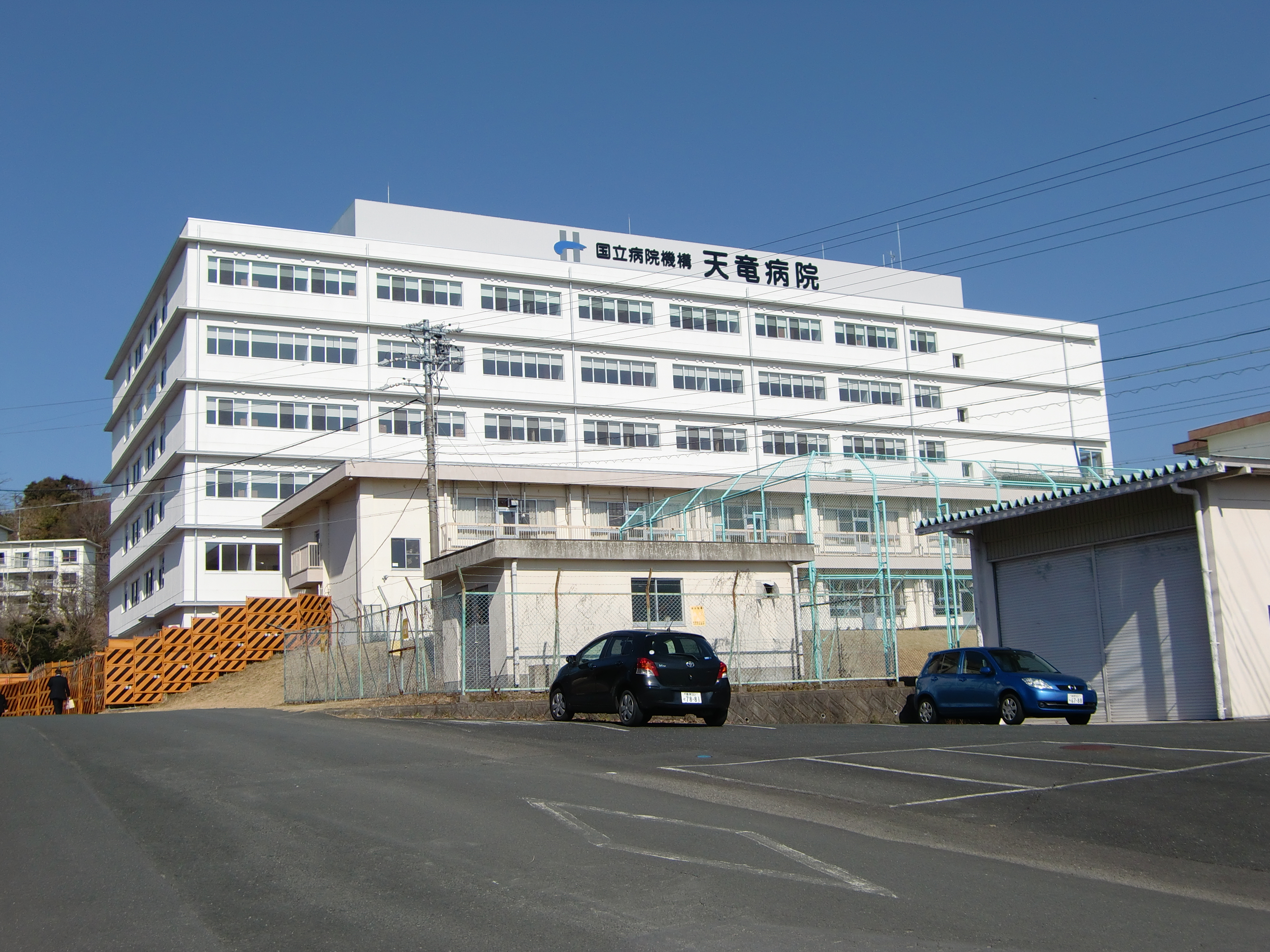
入院病棟

独立行政法人国立病院機構天竜病院（どくりつぎょうせいほうじんこくりつびょういんきこうてんりゅうびょういん）は、静岡県浜松市浜名区にある医療機関。

## 概要
独立行政法人国立病院機構が運営する病院である。旧国立療養所天竜病院。政策医療分野における成育医療、呼吸器疾患（結核を含む）、重症心身障害、神経・筋疾患の専門医療施設であり、精神疾患（特に児童精神医学）も手掛ける。静岡県内に3か所あるへき地医療拠点病院 であるほか2009年（平成21年）3月まで看護学校（3年制）を併設していた。

## 診療科・診療部門
- 呼吸器科
- 神経内科
- 児童精神科
- 内科
- 内分泌科
- 小児科
- 整形外科
- 放射線科
- 薬剤科
- 検査科
- リハビリテーション科
- セカンドオピニオン外来
- 禁煙外来
- ものわすれ外来
- 看護部

## 医療機関の指定等
- 保険医療機関
- 救急告示医療機関
- 労災保険指定医療機関
- 指定自立支援医療機関（更生医療・育成医療・精神通院医療）
- 身体障害者福祉法指定医の配置されている医療機関
- 精神保健指定医の配置されている医療機関
- 生活保護法指定医療機関
- 結核指定医療機関
- 戦傷病者特別援護法指定医療機関
- 原子爆弾被害者一般疾病医療取扱医療機関
- 小児慢性特定疾患治療研究事業委託医療機関
- 公害医療機関
- へき地医療拠点病院
- 第二種感染症指定医療機関

## 近隣の施設
- 静岡県立天竜特別支援学校
- 静岡県立農林大学校林業分校

## 交通アクセス
- 遠州鉄道鉄道線・天竜浜名湖鉄道天竜浜名湖線 西鹿島駅より遠鉄バス：厚生会行で「天竜病院」停留所下車。
- 西鹿島駅より徒歩で約20分。